# British Astronomical Association
Die British Astronomical Association (BAA) ist der nationale Hauptverband der Amateurastronomen in Großbritannien. 
Die Vereinigung wurde 1890 in London von Amateur- und Berufsastronomen gegründet, um allen an der Astronomie interessierten Personen, unabhängig von gesellschaftlichem Rang und insbesondere Geschlecht, eine Basis zu bieten. Von Anfang an spielten Frauen, die erst ab 1915 der Royal Astronomical Society beitreten konnten, eine führende Rolle. So fungierte Annie S.D. Maunder (1868–1947), die Frau des Mitbegründers Edward Walter Maunder (1851–1928), lange Jahre als Herausgeberin des Journal of the British Astronomical Association. 
Heute ist das Ziel die Unterstützung astronomischer Beobachtungen in Gebieten, die nicht durch professionelle Observatorien abgedeckt werden können. Auch organisiert die BAA Beobachtungskampagnen bei besonderen Anlässen wie Sonnen- und Mondfinsternissen oder Venustransits. 
Mitglieder erhalten die Mitgliederzeitschrift Journal of the British Astronomical Association 2-monatlich, ebenso einen Beobachtungsleitfaden, ein jährliches Handbuch (mit Diagrammen und astronomischen Ereignissen) sowie Zugang zu Zusammenkünften und der Bücher- und Ausrüstungssammlung des Verbandes.
Der Verband ist in verschiedenen Sektionen organisiert, die sich auf unterschiedliche Aspekte der Astronomie spezialisiert haben. Er ist Gründer und Förderer der Campaign for Dark Skies, die sich gegen die zunehmende Lichtverschmutzung wendet.